# Orchestraccia
Orchestraccia è un progetto musicale italiano, formatosi a Roma nel 2010.

## Carriera
Nella primavera 2012 partecipano al programma in onda su La7 The Show Must Go Off. A ottobre dello stesso anno partecipano alla kermesse organizzata dalla Federazione lavoratori della conoscenza a Roma, esibendosi insieme a Fiorella Mannoia e Noemi.
Nel 2013 esce il loro disco di debutto chiamato Sona Orchestraccia Sona. Nel 2014 prendono parte al concerto del primo maggio in onda su Rai 3. Nel 2014 realizzano un singolo appositamente per la serie televisiva I Cesaroni. Ad aprile 2016 pubblicano il loro secondo disco intitolato Canzonacce. Nel 2016 partecipano al Rock in Roma.
Nel 2017 realizzano un singolo per la colonna del film Ovunque tu sarai. Nel 2018 collaborano alla realizzazione di un brano all'interno nel disco Interno 7 del rapper Piotta. A dicembre 2018 si esibiscono su Rai 1 durante la trasmissione L'anno che verrà.
Nel 2019 partecipano nuovamente al concerto del primo maggio in onda su Rai 3. Nell'estate 2019 intraprendono una serie di concerti a livello nazionale. A settembre si esibiscono durante il programma Stracult in onda su Rai 2, mentre a dicembre su Viva RaiPlay!.
Nel 2023 aprono il Concerto del Primo Maggio a Roma. 
Il 28 gennaio 2024 sono ospiti di Mara Venier a Domenica in e si esibiscono cantando Quello non era amore e Tutto il resto è noia.
Nel 2025 portano in tour “Bar Califfo”, uno spettacolo musicale in omaggio a Franco Califano tra aneddoti e canzoni.

## Discografia

### Album in studio
- 2013 - Sona Orchestraccia Sona
- 2016 - Canzonacce

### Singoli
- 2012 - In bianco Natale
- 2019 - Semo gente de borgata
- 2019 - Daje

### Colonne sonore
- 2014 - Canto se la voi cantà
- 2018 - Ovunque tu sarai